# Erik Balling
Erik Balling (Nyborg, 29 novembre 1924 – Gentofte, 19 novembre 2005) è stato un regista danese.

## Carriera
Ha fatto il debutto cinematografico nel 1953 con Adamo & Eva, film che ha ricevuto una nomination ai Premi Bodil. Nel '56 dirige Kispus, primo film danese a colori. Qivitoq invece riceve una nomination alla Palma d'oro in occasione del Festival di Cannes 1957 e una ai Premi Oscar nella categoria miglior film straniero.
Due sue popolari serie televisive sono Hust på Christianshavn e Matador. La prima è stata prodotta dal 1978 al 1982, mentre la seconda dal 1970 al 1977 per la Nordisk Film. 
Insieme a Henning Bahs è creatore della serie di film Olsen Gang, di cui sono stati realizzati 13 episodi tra il 1968 ed il 1981.
Nel 1984 si è ritirato dall'attività di regista con Midt on natten e con cinque episodi della serie TV Anthonsen.

## Filmografia
- 1952: Vi arme syndere
- 1953: Vi som går køkkenvejen
- 1953: Adam and Eve
- 1954: Kongeligt besøg
- 1956: Qivitoq
- 1956: Kispus
- 1958: The Poet and the Little Mother
- 1960: Poeten og Lillemor og Lotte
- 1960: Tro, håb og trolddom
- 1960: Poeten og Lillemor og Lotte
- 1961: Poeten og Lillemor i forårshumør
- 1961: Cirkus Buster
- 1962: Den kære familie
- 1962: 79 af stöðinni
- 1963: Hvis lille pige er du?
- 1964: Døden kommer til middag
- 1964: Sommer i Tyrol
- 1965: Halløj i himmelsengen
- 1965: Landmandsliv
- 1965: Sla forst, Frede!
- 1966: Slap af, Frede!
- 1967: Jeg er sgu min egen
- 1967: Martha
- 1967: Det var en lørdag aften
- 1968-81: Olsen Gang series
- 1974: La Vanessa dalle ali bruciate
- 1984: Midt om natten